# Lycophidion variegatum
Lycophidion variegatum (строката вовча змія) — вид змій родини Lamprophiidae. Мешкає в Південній Африці.

## Поширення і екологія
Строкаті вовчі змії мешкають в Зімбабве, Есватіні та на північному сході ПАР (Лімпопо, Мпумаланга, Квазулу-Наталь), ймовірно, також в Ботсвані, Замбії і Мозамбіку. Вони живуть в саванах, на луках та на кам'янистих ділянках, на висоті від 300 до 1200 м над рівнем моря.